# Justice League Dark
Justice League Dark (Liga da Justiça: O Lado Negro (título em Portugal) ou Liga da Justiça Sombria (título no Brasil)) é um filme norte-americano de animação produzido pela Warner Bros. Animation e DC Entertainment com a distribuição da Warner Home Video. O longa é baseado na equipe homônima da DC Comics, e será o vigésimo sétimo filme do DC Universe Animated Original Movies da série. Foi lançado digitalmente em 24 de janeiro de 2017 e em DVD e Blu-ray em 7 de Fevereiro de 2017. O filme é dirigido por Jay Oliva, e as estrelas as vozes de Matt Ryan, Jason O'Mara, Camilla Luddington, Nicholas Turturro, e Ray Chase. Será o primeiro filme da Liga da Justiça Sombria e o segundo filme de animação do Universo DC para receber uma classificação R da MPAA.

## Sinopse
Após uma ameaça sobrenatural se estender na Terra, a Liga da Justiça convoca uma equipe de heróis sobrenaturais formada por John Constantine, Zatanna, Deadman, Etrigan e o Monstro do Pântano para acabar com o ataque que a Liga não pode aturar sozinha.

## Vozes
| Personagem                        | Voz                    | Dublador                       |
| --------------------------------- | ---------------------- | ------------------------------ |
| Batman (Bruce Wayne)              | Jason O'Mara           | Duda Ribeiro                   |
| John Constantine                  | Matt Ryan              | Fernando Lopes                 |
| Zatanna Zatara                    | Camilla Luddington     | Jullie                         |
| Jason Blood / Etrigan             | Ray Chase              | Márcio Dondi                   |
| Desafiador (Boston Brand)         | Nicholas Turturro      | Christiano Torreão             |
| Destino                           | Alfred Molina          | Ricardo Vooght                 |
| Orquídea Negra                    | Colleen O'Shaughnessey | Miriam Ficher                  |
| Alec Holland / Monstro do Pântano | Roger Cross            | Malta Junior                   |
| John Stewart / Lanterna Verde     | Roger Cross            | Maurício Berger                |
| Mulher-Maravilha (Diana Prince)   | Rosario Dawson         | Priscila Amorim                |
| Superman (Clark Kent)             | Jerry O'Connell        | Guilherme Briggs               |
| Felix Fausto                      | Enrico Colantoni       | Ronaldo Júlio                  |
| Ritchie Simpson                   | Jeremy Davies          | Dário de Castro                |
| Abnegazar Merlin                  | JB Blanc               | Ricardo Juarez Mário Monjardim |
| Rath                              | Jeffrey Vincent Parise | Sérgio Stern                   |
| Gast                              | Fred Tatasciore        | José Augusto Sendim            |